# 林園省
林園省（越南语：／）是越南西原的一個歷史省份，今屬於林同省。

## 名稱
林園省的越南文標準寫法為，但法屬時期，常常拼作、和，這種拼寫至今仍用於林園山及林園山旅遊區。

## 歷史
1916年1月6日，全權府在西原南部的林園高原設立林園省，包括新成立的多樂代理座和從平順省劃入的夷靈代理座，省蒞設在大叻。阮朝朝廷以全省為林園縣，置知縣一員。4月20日，阮朝朝廷在多樂（大叻）設立多樂市（大叻市）。
啟定二年（1917年）九月，阮朝朝廷改林園省林園縣為林園府，改知縣為知府。十月，劃定林園省與慶和省邊界。
啟定五年（1920年）八月，阮朝朝廷改林園府為林園道，改知府為副管道。10月31日，全權府撤銷林園省，一部分劃歸大叻市社，剩餘部分重新設立同狔上省，省蒞設在夷靈，阮朝朝廷的林園副管道不久後撤銷，而在同狔上省設一員管道。
1928年，同狔上省將省蒞遷至大叻市社。
1941年1月8日，全權府重新設立林園省，省蒞設在大叻市社。同狔上省省蒞遷回夷靈。
1950年，越南国国长保大成立皇朝疆土，林园省被纳入其中。
1951年2月22日，越南民主共和國政府將林園省和同狔上省合併為林同省。
1957年6月，越南共和國政府將林園省和同狔上省合併為林同省。